# Maksim Witus
Maksim Jurjewicz Witus (biał. Максім Юр’евіч Вітус, ros. Максим Юрьевич Витус; ur. 11 lutego 1989 w Wołkowysku) – białoruski piłkarz grający na pozycji obrońcy lub pomocnika, w białoruskim klubie Dynama Brześć. Były młodzieżowy reprezentant Białorusi.

## Kariera klubowa
W latach 2009–2012 występował w stołecznym klubie Partyzan Mińsk. Z początkiem 2012 został piłkarzem Niomana Grodno. Został powołany do kadry Białorusi na Igrzyska Olimpijskie 2012.
W czerwcu 2020 ogłoszono, że jest jednym z piłkarzy Dynamy, który zachorował na COVID-19.

## Statystyki
| Sezon   | Klub           | Kraj      | Rozgrywki        | Mecze | Bramki |
| ------- | -------------- | --------- | ---------------- | ----- | ------ |
| 2008    | Partyzan Mińsk | Białoruś  | Wyszejszaja liha | 5     | 0      |
| 2009    | Partyzan Mińsk | Białoruś  | Wyszejszaja liha | 6     | 0      |
| 2010    | Partyzan Mińsk | Białoruś  | Wyszejszaja liha | 19    | 0      |
| 2011    | Partyzan Mińsk | Białoruś  | Pierszaja liha   | 29    | 0      |
| 2012    | Nioman Grodno  | Białoruś  | Wyszejszaja liha | 23    | 2      |
| 2013    | Nioman Grodno  | Białoruś  | Wyszejszaja liha | 29    | 1      |
| 2014    | Nioman Grodno  | Białoruś  | Wyszejszaja liha | 27    | 0      |
| 2015    | Dynama Mińsk   | Białoruś  | Wyszejszaja liha | 19    | 0      |
| 2015/16 | RNK Split      | Chorwacja | 1. HNL           | 11    | 0      |
| 2016/17 | RNK Split      | Chorwacja | 1. HNL           | 11    | 0      |
| 2017    | Dynama Brześć  | Białoruś  | Wyszejszaja liha | 24    | 0      |
| 2018    | Dynama Brześć  | Białoruś  | Wyszejszaja liha | 23    | 0      |
| 2019    | Dynama Brześć  | Białoruś  | Wyszejszaja liha | 21    | 0      |
| 2020    | Dynama Brześć  | Białoruś  | Wyszejszaja liha | 8     | 0      |

## Sukcesy
- Mistrz Białorusi (1): 2019
- Zdobywca Pucharu Białorusi (2): 2016/2017, 2017/2018
- Zdobywca Superpucharu Białorusi (3): 2018, 2019, 2020